# Мурадова, Саният Татамовна
Саният Татамовна Мурадова (10 декабря 1924, Махачкала — 22 октября 1992, Махачкала) — советская и российская театральная актриса, народная артистка РСФСР (1981). По национальности — кумычка.

## Биография
Родилась 10 декабря 1924 года в в Махачкале (Дагестанская АССР) в семье музыканта Татама Мурадова.
С 1935 года выступала как исполнительница песен в ансамбле песни и танца народов Дагестана.
С 1942 года до окончания войны работала во фронтовом театре в составе 44-й армии Северо-Кавказского фронта. Одновременно успешно завершила в 1944 году учёбу в ГИТИСе им. А. В. Луначарского в Москве.
В 1944—1992 годах играла в Дагестанском кумыкском музыкально-драматическом театре.
Саният Мурадова — комедийная актриса, обладающая сочным юмором, яркой сценической выразительностью.

## Театральные работы
- Сувсар («Если сердце захочет» Г. Рустамова)
- Феона («Не всё коту масленица» А. Островского)
- Сваха («Женитьба» Н. Гоголя)
- Зазау («Молла Насреддин» А. Курбанова)
- Служанка («Кровавая свадьба» Гарсия Лорки)
- Бажыв («Айгази» Г. А. Гасанов и А.-П. Салаватова)
- Гражданка («Баламет Баламетович» А. Кахраманова и Н. Алиева)
- Комола («Дочь Ганга») по роману Р. Тагора «Крушение»

## Семья
- Отец — композитор Татам Алиевич Мурадов (1902—1958).

## Награды и звания
- Заслуженная артистка Дагестанской АССР (1955).
- Народная артистка Дагестанской АССР (1958).
- Заслуженная артистка РСФСР (18.01.1971).
- Народная артистка РСФСР (16.01.1981).
- Орден Отечественной войны II степени (01.08.1986)[3].
- Орден «Знак Почёта» (04.05.1960).
- Медаль «За боевые заслуги».
- Медаль «За оборону Кавказа».
- Медаль «За Победу над Германией».

## Фильмография
- 1984 — Талисман любви — эпизод
- 1975 — Горянка — эпизод
- 1959 — Тучи покидают небо — Мусли